# Ugo di Châtillon
Ugo di Châtillon in francese: Hugues Ier de Châtillon (1200 circa – Avignone, 9 aprile 1248) fu Signore di Châtillon, di Troissy dì Crècy e d'Ancre, dal 1219, conte di Saint-Pol, dal 1226 e Conte reggente di Blois dal 1241 alla sua morte.

## Origine
Secondo sia il Dictionnaire de la noblesse che la Histoire de la maison de Chastillon-sur-Marne, Ugo era il figlio secondogenito del signore di Châtillon e Siniscalco del Ducato di Borgogna, Gaucher III di Châtillon ( † 1219) e della contessa di Saint-Pol, Elisabetta, che era figlia del conte di Saint-Pol, Ugo IV di Campdavaine e della moglie (come conferma la Chronica Albrici Monachi Trium Fontium), Yolanda di Hainaut, figlia del conte d'Hainaut, Baldovino IV.
Gaucher III di Châtillon, sempre secondo il Dictionnaire de la noblesse era il figlio primogenito del signore di Châtillon, Guido II e di Alice de Dreux, figlia del conte di Dreux, Roberto I, fratello del re di Francia, Luigi VI, e di Harvise d'Évreux.

## Biografia
Alla morte del padre, nel 1219, Ugo gli succedette come Signore di Châtillon, di Troissy dì Crècy e d'Ancre, mentre il fratello primogenito, Guido II di Châtillon, divenne conte di Saint-Pol. Inoltre Ugo sostituì il padre nella carica di Bouteiller alla corte dei conti di Champagne; il rapporto con la reggente della contea, Bianca di Navarra, fu buono, mentre col figlio, il conte Tebaldo IV, a partire dal 1223, fu un alternarsi di litigi e rappacificazioni.
Nel mese di aprile del 1226, Ugo, vedovo della prima moglie, Agnese di Bar, da circa un anno, e dopo aver fondato l'abbazia cistercense di Pons Beate Marie (documento n° 1769 del Layettes du Trésor des Chartes II), come ci viene confermato dal Ex Gisleberti Montesis Hannoniae Chronicon sposò l'erede della Contea di Blois, Maria d'Avesnes, che, secondo la Ex Gisleberti Montesis Hannoniae Chronicon, era la figlia del Signore d'Avesnes, di Leuze dì Condé, di Guise, di Landrechies e Trélon, Gualtiero d'Avesnes e della reggente della contea di Borgogna e poi contessa di Blois e di Châteaudun, Margherita di Blois, che, come ci viene confermato da due documenti degli Archives de la Maison-Dieu de Châteaudun: il n° XXV ed il n° XXXII, era figlia del conte di Blois, Châteaudun, Chartres e Provins, Tebaldo V di Blois e di Alice di Francia, che, sia secondo il cronista e monaco benedettino inglese, Matteo di Parigi, che secondo la Chronica Albrici Monachi Trium Fontium, era la figlia secondogenita di Luigi VII, detto il Giovane, re di Francia, e della duchessa d'Aquitania e Guascogna e contessa di Poitiers, Eleonora d'Aquitania, che, ancora secondo la Chronica Albrici Monachi Trium Fontium, era la figlia primogenita del duca di Aquitania, duca di Guascogna e conte di Poitiers, Guglielmo X il Tolosano e della sua prima moglie, Aénor di Châtellerault († dopo il 1130), figlia del visconte Americo I di Châtellerault e della Maubergeon, che al momento della sua nascita era l'amante di suo nonno Guglielmo IX il Trovatore.
Ugo, alla morte del fratello, Guido II di Châtillon, nell'agosto 1226, gli succedette come conte di Saint-Pol.
Sua suocera, Margherita, morì il 12 luglio 1230, come ci viene confermato dal Obituaires de la province de Sens, Tome 1.
Sua moglie, Maria le succedette come contessa di Blois.
Nell'aprile del 1233, Ugo rende omaggio al re di Francia, Luigi IX il Santo (documento n° 2237 del Layettes du Trésor des Chartes II).
 Quando, dopo che Luigi IX era divenuto maggiorenne (1234), Tebaldo di Champagne, con il duca di Bretagna, Pietro Mauclerc, organizzò un'ulteriore ribellione al re di Francia, Ugo fu sollecito a schierarsi al fianco di Luigi IX.
Non si conosce la data esatta della morte della seconda moglie, Maria, la quale, il 12 aprile del 1241, fece testamento lasciando al marito, il governo della contea di Blois, come ci viene confermato dal documento n° 2902 del Layettes du Trésor des Chartes II; secondo la SOCIÉTÉ ACADÉMIQ~ DE SAINT-QUENTIN, Maria morì nel 1241.
Alla morte di Maria, nella contea di Blois, le succedette il figlio primogenito, Giovanni, sotto la tutela del marito, Ugo.
Secondo gli Obituaires de la province de Sens. Tome 2 Ugo (Hugo de Castellione comes Sancti Pauli), nel 1248 aveva abbracciato la Settima crociata di Luigi IX di Francia, ma morì il 9 aprile (V Idus Apr.), prima di potersi imbarcare per l'Egitto; anche il cronista e monaco benedettino inglese, Matteo di Parigi, riporta la morte di Ugo (Hugo de Castellione comes Sancti Pauli et de Bles), mentre attraversava la Francia al seguito di Luigi IX, descrivendo che fu colpito da un sasso, mentre partecipava all'assedio di Avignone; secondo la Histoire de la maison de Chastillon sur Marne però il fatto di essere stato colpito da un sasso presso Avignone, potrebbe essere un errore, in quanto questa fu la morte di suo fratello Guido I.
Alla morte di Ugo, gli succedettero i figli, Giovanni, nella contea di Blois e Guido, nella contea di Saint-Pol.

## Matrimoni e discendenza
Nel 1216, Ugo, come ci viene ricordato dalla Histoire de la maison de Chastillon-sur-Marne, aveva sposato Agnese di Bar, figlia di Tebaldo I di Bar e do Lauretta di Loos e dalla quale non ebbe figli.
Dalla seconda moglie, Maria, sposata nel 1226, Ugo ebbe quattro figli:
- Giovanni ( † 28 giugno 1279), conte di Blois[23]
- Guido ( † 1289), conte di Saint Pol e conte di Blois, padre di Ugo II di Blois-Châtillon[29]
- Gaucher ( † 1261), signore di Crécy e Crèvecœur[23]
- Ugo ( † 1255), senza eredi[23].

Dopo essere rimasto vedovo, Ugo, in terze nozze sposò Matilde di Guînes, che secondo la Historia Comitum Ghisnensium era figlia di Arnoldo II di Guînes e di Beatrice di Bourbourg.
Da Matilde Ugo non ebbe figli.

### Fonti primarie
- (LA)  Monumenta Germaniae Historica, Scriptores, tomus XXIII.
- (LA)  Monumenta Germaniae Historica, Scriptores, tomus XXIV.
- (LA)  Obituaires de la province de Sens. Tome 1 / Tome 1 / Partie 1.
- (LA)  Obituaires de la province de Sens. Tome 2.
- (LA)  Recueil de chartes et documents de Saint-Martin-des-Champs, tome III.
- (LA)  Archives de la Maison-Dieu de Châteaudun.
- (LA)  Recueil des historiens des Gaules et de la France. Tome 13.
- (LA)  Layettes du trésor des chartes : de l'année 1224 à l'année 1246.
- (LA)  Matthæi Parisiensis, monachi Sancti Albani, Chronica Majora, vol V.
- (FR)  Grande chronique de Mathieu de Paris, tomus VIII.
- (FR)  Recueil des historiens des croisades. Historiens occidentaux. Tome II.

### Letteratura storiografica
- (FR)  SOCIÉTÉ ACADÉMIQ~ DE SAINT-QUENTIN.
- (FR)  Dictionnaire de la noblesse.
- (FR)  Histoire de la maison de Chastillon-sur-Marne.
- (FR)  des ducs et des comtes de Champagne.